# Mai 1984
Acest articol este generat integral pe baza informațiilor din articolul 1984 și este actualizat periodic de un robot.
 Editările făcute în articol vor fi șterse la următoarea actualizare! Dacă doriți să faceți modificări, editați articolul-sursă.

ianuarie -
februarie -
martie -
aprilie -
mai -
iunie -
iulie -
august -
septembrie -
octombrie -
noiembrie -
decembrie
Mai 1984 a fost a cincea lună a anului și a început într-o zi de marți.

## Evenimente
- 6 mai: Are loc, la Palatul Sporturilor din București, gala de adio a gimnastei Nadia Comăneci. Cu prilejul retragerii sale din activitatea competițională, primește din partea președintelui Comitetului Internațional Olimpic, Juan Antonio Samaranch, Ordinul Olimpic.
- 8 mai: Uniunea Sovietică anunță că va boicota Olimpiada de Vară de la Los Angeles, California, Statele Unite.
- 11 mai: Are loc tranzitarea Pământului peste Soare. Acest fenomen are loc atunci când planeta Pământ trece între Soare și Marte, acoperind o mică parte a discului Soarelui pentru un observator de pe Marte. În timpul unui tranzit, Pământul ar fi vizibil de pe Marte ca un mic disc negru care se deplasează peste fața Soarelui. Următoarea tranzitare va avea loc la 10 noiembrie 2084.
- 27 mai: Are loc inaugurarea oficială a Canalului Dunăre–Marea Neagră, ale cărui lucrări de construcție au început în 1973.
- 27 mai: A fost resfințită Biserica Neagră din Brașov, în urma lucrărilor de restaurare începute în anul 1970.

## Nașteri
- 6 mai: Fawzi Bashir (Fawzi Bashir Rajab Bait Doorbeen), fotbalist omanez
- 7 mai: Kevin Owens, wrestler canadian
- 8 mai: Maximiliano Pereira, fotbalist uruguayan
- 10 mai: Andrei Cristea, fotbalist român (atacant)
- 10 mai: Andrei Ursache, jucător român de rugby
- 11 mai: Andrés Iniesta (Andrés Iniesta Suarez), fotbalist spaniol
- 12 mai: Loredana Boboc, sportivă română (gimnastică artistică)
- 12 mai: Tania Cergă, cântăreață din Republica Moldova
- 13 mai: Alex Velea (Alexandru-Ionuț Velea), cântăreț român
- 14 mai: Michael Rensing, fotbalist german (portar)
- 14 mai: Zack Ryder (n. Matthew Joseph Cardona Jr.), wrestler american
- 14 mai: Óscar Rubio (Óscar Rubio Fauria), fotbalist spaniol
- 14 mai: Mark Zuckerberg, programator american și antreprenor în domeniul internetului
- 14 mai: Olly Murs, cântăreț britanic
- 16 mai: Issey Nakajima-Farran, fotbalist canadian
- 18 mai: Kamil Kopúnek, fotbalist slovac
- 18 mai: Simon Pagenaud, pilot francez formula IndyCar
- 19 mai: Julius Wobay (Julius Gibrilla Wobay), fotbalist din Sierra Leone
- 21 mai: George Florescu, fotbalist român
- 22 mai: Irmena Cicikova, actriță bulgară
- 22 mai: Karoline Herfurth, actriță germană
- 22 mai: Dustin Moskovitz, antreprenor american
- 23 mai: Hugo Almeida (Hugo Miguel Pereira Almeida), fotbalist portughez (atacant)
- 24 mai: Tudor Istodor, actor român
- 24 mai: Alin Mituța, politician român
- 25 mai: Wendel Gomes (Wendel Raul Gonçalves Gomes), fotbalist brazilian
- 25 mai: Emma Marrone, cântăreață italiană
- 25 mai: Reinaldo (Reinaldo José Zacarias da Silva), fotbalist brazilian
- 26 mai: Virgil Sălișcan, scrimer român
- 26 mai: Łukasz Szukała, fotbalist polonez
- 28 mai: Giannis Arabatzis, fotbalist grec (portar)
- 28 mai: Lili Sandu, cântăreață română
- 28 mai: Cristian-Tudor Băcanu, politician
- 29 mai: Gauthier Grumier, scrimer francez

## Decese
Jüri Lossmann, atlet estonian (n. 1891)
Stanislaw Ulam, matematician și fizician nuclear (n. 1909)
Peter Bull, actor britanic (n. 1912)
Henriette Yvonne Stahl, 83 ani, scriitoare și traducătoare română (n. 1900)
Kim Sung-Gan, 71 ani, fotbalist japonez (n. 1912)
Filaret Barbu, 81 ani, compozitor român (n. 1903)